# Unit (chanson)
Singles de Pla2me
Plastic 2 Mercy
(30 sept. 2014) Happy Lucky Kirakira Lucky
(8 déc. 2015)
Unit (titré en majuscule UNIT) est le deuxième single du duo d'idoles japonais POP (Period Of Plastic 2 Mercy), en fait attribué à "Pla2me" sorti en 2015.

## Détails du single
Le single sort le 6 janvier 2015 sur le label T-Palette Records en ne seule édition régulière et limitée, cinq mois après le tout premier single du groupe Plastic 2 Mercy. Il atteint la 16e place du classement hebdomadaire des ventes de l'Oricon.
Le CD contient deux chansons principales : la chanson-titre UNIT, une chanson inédite en face B Toraresō ; ainsi que leurs versions instrumentales. Les chansons sont produites par Kenta Matsumura qui a auparavant travaillé avec le groupe BiS dont un des membres de Pla2me, Saki Kamiya, en faisait partie. Il a notamment produit le single précédent de Pla2me Plastic 2 Mercy.
Il est le dernier single du groupe avec Mari Mizuta et donc le dernier attribué à "Pla2me" avant le changement de nom pour celui de "POP (Period Or Plastic 2 Mercy)" en mai 2015, suivi de l'arrivée de quatre nouveaux membres.
La chanson-titre UNIT est par ailleurs reprise par la nouvelle formation sous sa nouvelle appallation du groupe et figure sur le ministre album P.O.P en août 2015.

## Numéro de catalogue
- Édition limitée : TPRC-0122
- Édition régulière : TPRC-0123

## Liste des titres
| 1. | UNIT                    |  |
| 2. | Toraresō (盗られそう)   |  |
| 3. | UNIT (instrumental)     |  |
| 4. | Toraresō (instrumental) |  |